# Microregione di Cariri Ocidental
Cariri Ocidental è una microregione dello Stato di Paraíba in Brasile, appartenente alla mesoregione di Borborema.

## Comuni
Comprende 17 comuni:
- Amparo
- Assunção
- Camalaú
- Congo
- Coxixola
- Livramento
- Monteiro
- Ouro Velho
- Parari
- Prata
- São João do Tigre
- São José dos Cordeiros
- São Sebastião do Umbuzeiro
- Serra Branca
- Sumé
- Taperoá
- Zabelê